# 民生团事件
民生团事件（韓語：민생단사건）是指从1932年末至1936年3月中国共产党满洲省委员会东满特别委员会对东北抗日联军内大批朝鲜族干部和游击队的肃清行动及将他们视为日本特殊间谍组织民生团的成员的事件。事件又称“反民生团斗争”。

## 概述
1932年，中共延吉县老头沟区委书记宋令监在受尽酷刑后，承认自己是间谍，后被逮捕并执行死刑。“宋令监事件”引发了接下来三年的“反民生团斗争”。事件中有400多名朝鲜干部和游击队士兵被清洗。朝鲜官方的历史宣称金日成调解了民生团事件，但目前尚无确凿证据可以证实该记述。

## “民生团”概要
1932年2月15日（满洲国建国前夕），朝鲜族政界人士在龙井村建岛公会堂召开民生团发起大会暨成立大会，旨在使该地成为自治地区。参与者超过五百人。该小组的领导者是日本陆军炮兵上校朴斗荣。后满洲国于3月1日建国。10月5日，民生团解散，朴氏意图将间岛变为自治区和特别行政区，但被满洲国、关东军和朝鲜总督府拒绝承认。而在延边的官方文献《延边历史事件党史》中称民生团“基本上不是‘特殊间谍组织’，而是由朝鲜政客公开组织的亲日、反共的社会团体。”。

## 经过
1930年
10月10日，在中共满洲省委的指导下，中共东满特委在今间岛省延吉县（今延吉市）成立。指挥延吉、珲春、和龙、汪清、敦化、安图、抚松、桦甸、額穆、长白等十县的党组织。
1932年
3月13日，20余名中共党员袭击了延吉县小母鹿沟内被指控为民生团团员的党员住所。
3月24日，7名民生团成员在局子街（今属延吉市）郊区被中共党员杀害。
从五月起，反民生团的传单就散落在间岛各处。
8月，宋令监在老头沟被日本宪兵抓获，一周后“逃跑”。中共老头沟区委对此表示怀疑，让宋令监参与延吉县农协发起的《农民斗争报》的打印作业，以观后效。
10月16日，在延吉州细鳞河附近活动的延吉抗日游击队找到了日本宪兵和口译员朱某等三人，游击队员当场将宪兵射杀，擒获朱某。朱承认宋令监是日本间谍。被捕的宋令监自称是民生团成员，并承认该组织的朝鲜族干部是间谍。中共东满特委逮捕并处决了宋令监点名的二十余人（即所谓“宋令监事件”）。
1933年
3月，中共东满特别委员会派该组织主任金圣道到和龙鱼浪村抗日游击队，开展反民生团斗争。清算委员会逮捕了坪岗区农会会长李化春，未经讯问即被处决。此后，反民生团斗争在和龙抗日游击队内全面展开，几个月内清洗了数十人。
5月，中共东满特委在其公报《两条战线》中将反民生团斗争理论化和系统化。
5月，被指控为民生团成员的汪清县委10人一起被枪决。
六月，中共满洲省委吉东局常委潘庆由和杨波在汪清县小汪清根据地会见了东满特别委员会书记童长荣（1907-1934），潘、杨传达了中共中央的“一二六指示”。其后，在潘清玉等人召开的汪清县委第一次扩大会议上，汪清县委书记李用国和县委军事部长金明均被作为民生团成员接受讯问。
9月，中共东满特委召开第一次扩大会议，反民生团斗争进一步升温。被誉为“民生团头目”的金圣道，“犯了错误，但不是民团成员”，咬着手，留下血书自称“吾非民生团成员”，后被处决。
10月，汪清县委书记金权一作为民生团成员被逮捕并枪决。
1935年
1月，被怀疑是民生团成员的韩英浩不堪折磨，坦白了第2军独立师第1师第三连连长朴春和和独立师团长朱进为民生团成员。被怀疑是民生团成员的东满特委组织长李相默逃亡（即所谓“韩英浩事件”）。
2月17日，朱镇出逃。后来，朱震的部下约有40人被指控为民生团成员。
2月24日起，召开大荒葳会议讨论民生团问题。
3月，被指控为民生团成员的汪清县委书记、中共东满特委肃反委员会主席李宋一遇害。

4月1日，逃亡的中共东满特别委员会原组委会主任李相默在一篇题为《各位敬爱的珲春县朝鲜族党员》的文章中批评汉族干部。
“我们过去站在革命战线上，为中共、工农尽了最大的努力去实现理想，但是中共给了他们什么？ 被扣上了反动分子和软弱者的帽子。 现在中共正在剥夺朝鲜族人民过去光荣奋斗的历史，并努力将其转移到中国人民的历史中。
8月1日，中共发表《為抗日救國告全國同胞書》（即八一宣言）。号召中国各族人民配合抗战。
1936年
2月，东北抗日联军第二军、第五军与东满特委在宁安县召开联席会议。承认反民生团斗争的错误。
当年三月，历时三年半的民生团斗争结束。